# Муромцевское городское поселение
Муромцевское городско́е поселе́ние — муниципальное образование в Муромцевском районе Омской области Российской Федерации.
Административный центр — рабочий посёлок Муромцево.

## История
Статус и границы городского поселения установлены Законом Омской области от 30 июля 2004 года № 548-ОЗ «О границах и статусе муниципальных образований Омской области»

## Население
| 2010    | 2011    | 2012    | 2013    | 2014    | 2015    | 2016    |
| ------- | ------- | ------- | ------- | ------- | ------- | ------- |
| 11 161  | ↘11 120 | ↘11 063 | ↘10 988 | ↘10 897 | ↘10 813 | ↘10 765 |
| 2017    | 2018    | 2019    | 2020    | 2021    | 2023    |         |
| ↘10 697 | ↘10 687 | ↘10 590 | ↘10 551 | ↘9614   | ↘9392   |         |

## Состав городского поселения
| № | Населённый пункт | Тип населённого пункта                  | Население |
| - | ---------------- | --------------------------------------- | --------- |
| 1 | Муромцево        | рабочий посёлок, административный центр | ↘9163     |
| 2 | Павловка         | деревня                                 | ↘195      |
| 3 | Плотбище         | деревня                                 | ↘190      |